# بانگ لامپی

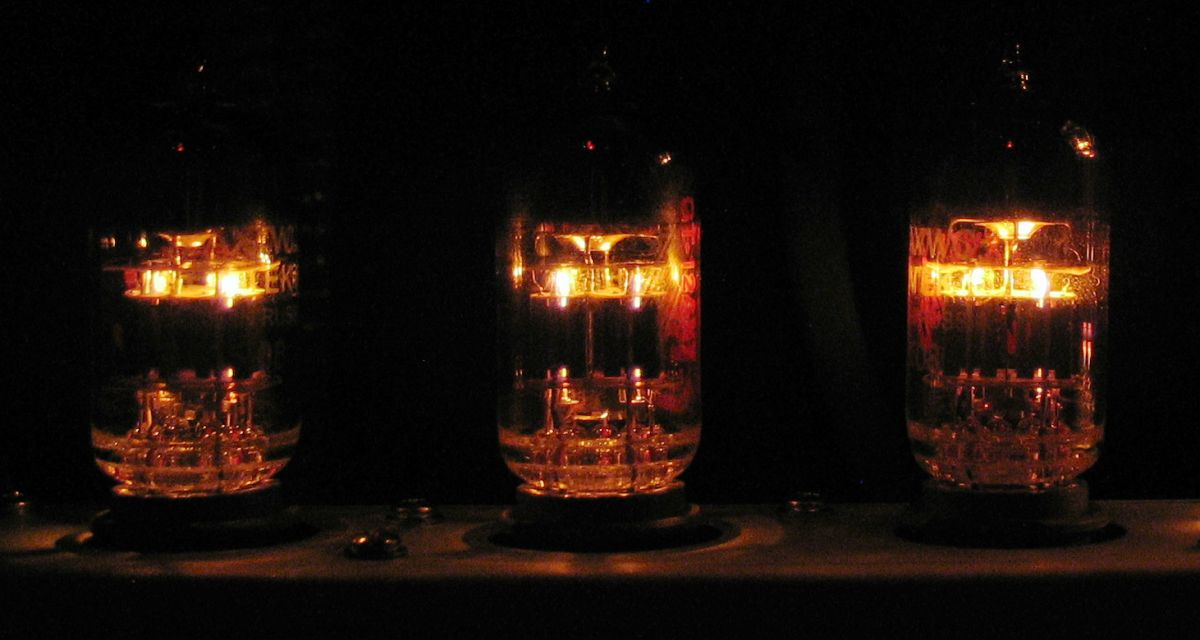
لامپ‌های خلاء که در داخل بخش پیش‌تقویت‌کننده یک آمپلی‌فایر گیتار نوین می‌درخشند

بانگ لامپی (به انگلیسی: Tube sound) (یا بانگ لامپ‌خلاء) صدای مشخصه مرتبط با تقویت‌کننده لامپ خلاء (تقویت‌کننده لامپی در انگلیسی بریتانیا)، تقویت‌کننده صوتی مبتنی‌بر لامپ خلاء است. در ابتدا مفهوم بانگ لامپی وجود نداشت، زیرا عملاً تمام تقویت الکترونیکی سیگنال‌های صوتی با لامپ‌های خلاء انجام می‌شد و روش‌های مشابه دیگر شناخته‌شده یا مورداستفاده نبود. پس از معرفی تقویت‌کننده‌های حالت جامد، بانگ لامپی به عنوان مکمل منطقی بانگ ترانزیستوری ظاهرشد که به‌دلیل اعوجاج تقاطعی در تقویت‌کننده‌های اولیه ترانزیستوری، معانی منفی داشت. با این حال، تقویت‌کننده‌های حالت جامد به گونه‌ای ساخته شده‌اند که بی‌عیب و نقص باشند و بعداً بانگ درمقایسه با تقویت‌کننده‌های لامپی خنثی تلقی می‌شود؛ بنابراین بانگ لامپی درحال‌حاضر به معنای «اعوجاج یوفونیک» است. اهمیت شنیداری تقویت لامپی در سیگنال‌های صوتی موضوعی است که در بین علاقه‌مندان به صدا ادامه دارد. الگو:Explain
بسیاری از نوازندگان گیتار الکتریک، بیس الکتریک و کیبورد در ژانرهای مختلف نیز صدای تقویت‌کننده‌های لامپی ساز یا پیش‌تقویت‌کننده‌ها را ترجیح می‌دهند. تقویت‌کننده‌های لامپی نیز توسط برخی شنوندگان برای سامانه‌های استریویی ترجیح داده می‌شوند.

## یادداشت
1. ↑  van der Veen, M. (2005). Universal system and output transformer for valve amplifiers (PDF). 118th AES Convention, Barcelona, Spain. Archived from the original (PDF) on 29 December 2009. Retrieved 13 اكتبر 2022. {{cite conference}}: Check date values in: |access-date= (help)
2. ↑  Carr, Joseph J. (1996) [1996]. "6-7 Power Amplifiers". Linear IC Applications: A Designer's Handbook. Newnes. p. 201. ISBN 0-7506-3370-0. It was crossover distortion that was the root of the so-called ʻtransistor soundʼ imputed to early solid-state high fidelity equipment. Bias arrangements are used to overcome crossover distortion.
3. ↑  Self, Douglas (2013). "10. Output Stage Distortions". Audio Power Amplifier Design (6th ed.). Focal Press. p. 270. ISBN 978-0-240-52613-3. Unusually, there is something of a consensus that audible crossover distortion was responsible for the so-called ʻtransistor soundʼ of the 1960s.
4. ↑  Rockwell, Ken (2021-02-28). "Why Tubes Sound Better". KenRockwell.com. Retrieved 2022-01-05. Tube amplifiers sound better because of the euphonic distortions they add to the music, as well as plenty of other reasons I'll cover below.
5. ↑  Branch, John (2007). "Postmodern Consumption and the High-Fidelity Audio Microculture". Research in Consumer Behavior. 11: 79–99. doi:10.1016/S0885-2111(06)11004-2 (inactive 31 July 2022).{{cite journal}}:  CS1 maint: DOI inactive as of ژوئیه 2022 (link) (also found in Branch, John D. (2007-05-23). "Postmodern Consumption and the High-Fidelity Audio Microculture".  In Russell Belk; Russell Belk Jr.; John Sherry (eds.). Consumer Culture Theory, Volume 11 (Research in Consumer Behavior) (1 ed.). JAI Press. pp. 79–99. ISBN 978-0-7623-1446-1.)